# 小奇兵 (動畫)
《小奇兵》（英語：Star Wars: Ewoks），科幻冒險卡通影集。台灣台視曾於1987年1月11日至6月21日間於每週日上午播出

## 主要角色

### 伊娃族（Ewoks）（大陆译名：伊沃克族）
- 小威（Wicket W. Warrick）

原名叫威克，是全片的靈魂人物，他精力充沛善良機智，好奇而且求知慾極高。他常常在危急關頭，以其機制勇氣解救全族的人。同時也是個調皮的小淘氣。雖然他常鬧笑話，卻是大家快樂的泉源，很受大家鍾愛。
- 妮妮（Kneesaa a Jari Kintaka）

伊娃族可愛溫柔的小公主，她美麗又純真，是小威最要好的朋友。她很明白父親查酋長的重責大任，知道總有一天她將成為照顧族人的女酋長。所以並不希望人家伺候她。她寧願和族人一樣受到相同的待遇，一起同甘共苦地努力工作。因此深受族人的敬愛，大家都認為他是伊娃族之寶。
- 皮寶（Teebo）

他是除了妮妮之外，小威最親密的好友，雖然他整天愛幻想，不太能負責任而且有點懶散，可是他是個富有浪漫氣息的詩人，也一直想離開族裡，去到外面的世界探詢究竟。
- 小魯（Paploo）

他是小奇兵之中年紀最大的一位伊娃人，常常以自我為中心，自以為了不起，愛面子又愛誇耀表現自己。他做起事不太實際，不但一再做錯事情，而且老出餿點子讓大家吃不消。
- 查酋長（Chirpa）

伊娃人所一致敬愛的好酋長，勇敢而武藝高強。有他的領導，每次總能夠使伊娃族人絕處逢生，履險如夷，並且保住了大家賴以生存的陽苺（Mattberry）樹。因此每當夜幕下垂時，族人知道有他的保護後，大家都能安然入睡。
- 老神通（Logray）

伊娃的巫醫，也是智者。是查酋長的忠實諫友，也是最有力的左右手。平時他都待在自己的小屋裡沉思冥想，研發明新的療病藥物和魔法，以便保護伊娃族人。

### 土拉族（Duloks）
伊娃族的遠親。
- 土拉王（Gorneesh）

他貪婪而愚蠢，常與伊娃人為敵。可是他每次所作所為，卻總是弄巧成拙，反而陷自己於狼狽之境。
- 邪門（Umwak）

土拉族的巫師，自以為具有偉大的魔術法力，可是每次施展開來的時候，總是不能得心應手，老是出差錯。他研究出來的任何東西，也是不倫不類，根本起不了作用。

### 吐甲族（Tulgah）
- 夜婆（Morag）

吐甲族的巫婆，邪惡而狠毒，老是跟伊娃族作對，要陷害他們，常派他的寵物怪龍鳥（Mantigrue）去害伊娃族人，被伊娃族人視為夜的惡魔。

### 其他
火花皇后（Izrina）

## 關連條目
- 星際大戰六部曲：絕地大反攻
- 小奇兵 (電視電影)（Ewoks: The Battle for Endor）
- 魔星傳奇（Ewoks: The Battle for Endor）
- 台視週日卡通